# Athous korabicus
Athous korabicus là một loài bọ cánh cứng trong họ Elateridae. Loài này được Csiki miêu tả khoa học năm 1940.